# Армстронг (кратер)
Вижте пояснителната страница за други значения на Армстронг.
Армстронг е малък лунен кратер разположен в южната част на Морето на спокойствието (Mare Tranquillitatis). Има диаметър 4,6 км и дълбочина 0,7 км.
Лежи на около 50 километра от мястото където се е приземил Аполо 11. Кратерът е наименуван на Нийл Армстронг. Този кратер е най-източният от три такива кръстени на трите члена от екипажа на Аполо 11. На север е мястото на кацане на Рейнджър 8.